# Fayette (Missouri)
Fayette è un comune degli Stati Uniti d'America, situato nello Stato del Missouri, nella contea di Howard, della quale è il capoluogo.